# Janusz Sztyber
Janusz Sztyber (ur. 25 listopada 1951 w Elblągu, zm. 13 listopada 2021) – polski wokalista, aktor, lektor i tłumacz

## Życiorys
W latach 1975–1977 zdobywał wykształcenie muzyczne w Laboratorium Piosenki pod kierunkiem prof. Aleksandra Bardiniego, Henryka Wojciechowskiego, Juliusza Loranca i Janusza Kępskiego. Ukończył szkołę muzyczną w klasie skrzypiec. W 1977 był członkiem grupy wokalnej Familia, założonej przez Antoniego Kopffa.
Od roku 1980 przebywał 27 lat na emigracji w USA. Absolwent wydziału realizacji telewizyjnej na Columbia College w Chicago, (Illinois) w 1985. Absolwent Sherwood Conservatory School of Drama w Chicago również w 1985.
W 2006 nawiązał współpracę z TR Studios w Warszawie jako lektor. Po powrocie na stałe w 2007 do Polski, odnowił swoje związki z polską kulturą. Jako aktor występował w serialach Na dobre i na złe i Samo życie oraz w filmach fabularnych Kanadyjskie sukienki i Kurs na Wschód. Był uczestnikiem programów muzycznych X Factor (TVN) i The Voice of Poland (TVP2).
W 2005 był szefem kampanii wyborczej do sejmu Roberta Biedronia.
W 2014 bez powodzenia kandydował na radnego miasta stołecznego Warszawy z 1. miejsca na liście KWW Ruch Sprawiedliwości Społecznej Piotra Ikonowicza w okręgu nr 8, który obejmował dzielnicę Ursynów.
W 2015 był półfinalistą 10. edycji programu Must Be the Music. Tylko muzyka (Polsat), a w 2019 finalistą 1. edycji The Voice Senior (TVP2).
Mieszkał w Warszawie. Współpracował z dwumiesięcznikiem „Replika”. Pochowany na Cmentarzu Południowym pod Warszawą.

## Kariera zawodowa
- 1975: laureat Festiwalu Piosenki Radzieckiej w Zielonej Górze[12]
- 1975–1977: współpraca z kompozytorem Czesławem Wrzosem[12]
- 1977: zwycięstwo w Ogólnopolskiej Giełdzie Piosenki w Warszawie[12]
- 1977–1978: występował w Teatrze Muzycznym na Targówku w Warszawie (obecnie Teatr Rampa)[12]
- 1978: udział w Międzynarodowym Festiwal Piosenki Złoty Orfeusz w Słonecznym Brzegu, w Bułgaria[12]
- 1978–1980: występował z Big Bandem Gustava Broma, Orkiestrą Polskiego Radia w Katowicach i Orkiestrą Polskiego Radia w Łodzi. Nagrywał z orkiestrą Zbigniewa Górnego w Poznaniu[12]
- 2003–2005: współpraca z kompozytorem Jerzym Marczakiem przy nagraniu płyty Sneaking Speaking[13]
- 2006–2021: współpraca ze TR Studios jako lektor[5][12]
- 2009: role w etiudach filmowych Dziad i Dead End oraz występy w serialach Samo życie i Na dobre i na złe. W konkursie Książka Audio Roku 2008 nominowany w kategorii Książka Audio dla Młodzieży jako lektor powieści Eragon Christophera Paoliniego[14]
- 2010: rola w filmie pt. Kurs na Wschód, reżysera Lude Réno[15]
- 2011: rola w filmie fabularnym Macieja Michalskiego pt.: Kanadyjskie Sukienki[16]
- 2012: uczestnictwo w półfinale programu X-Factor (TVN)[3]
- 2013: udział w programie The Voice of Poland (TVP2)
- 2015: półfinalista 10. edycji programu „Must Be The Music” (Polsat)
- 2019: finalista 1. edycji show The Voice Senior (TVP2)